# Austrogoniodes strutheus
Austrogoniodes strutheus är en insektsart som beskrevs av Harrison 1915. Austrogoniodes strutheus ingår i släktet pingvinlöss, och familjen fjäderlöss. Inga underarter finns listade i Catalogue of Life.